# Euprotomicrus
Euprotomicrus is een monotypisch geslacht van kraakbeenvissen uit de familie van de valse doornhaaien (Dalatiidae) en de orde van doornhaaiachtigen (Squaliformes).

## Soorten
- Euprotomicrus bispinatus (Quoy & Gaimard, 1824) – Dwerghaai